# Ty Pennington

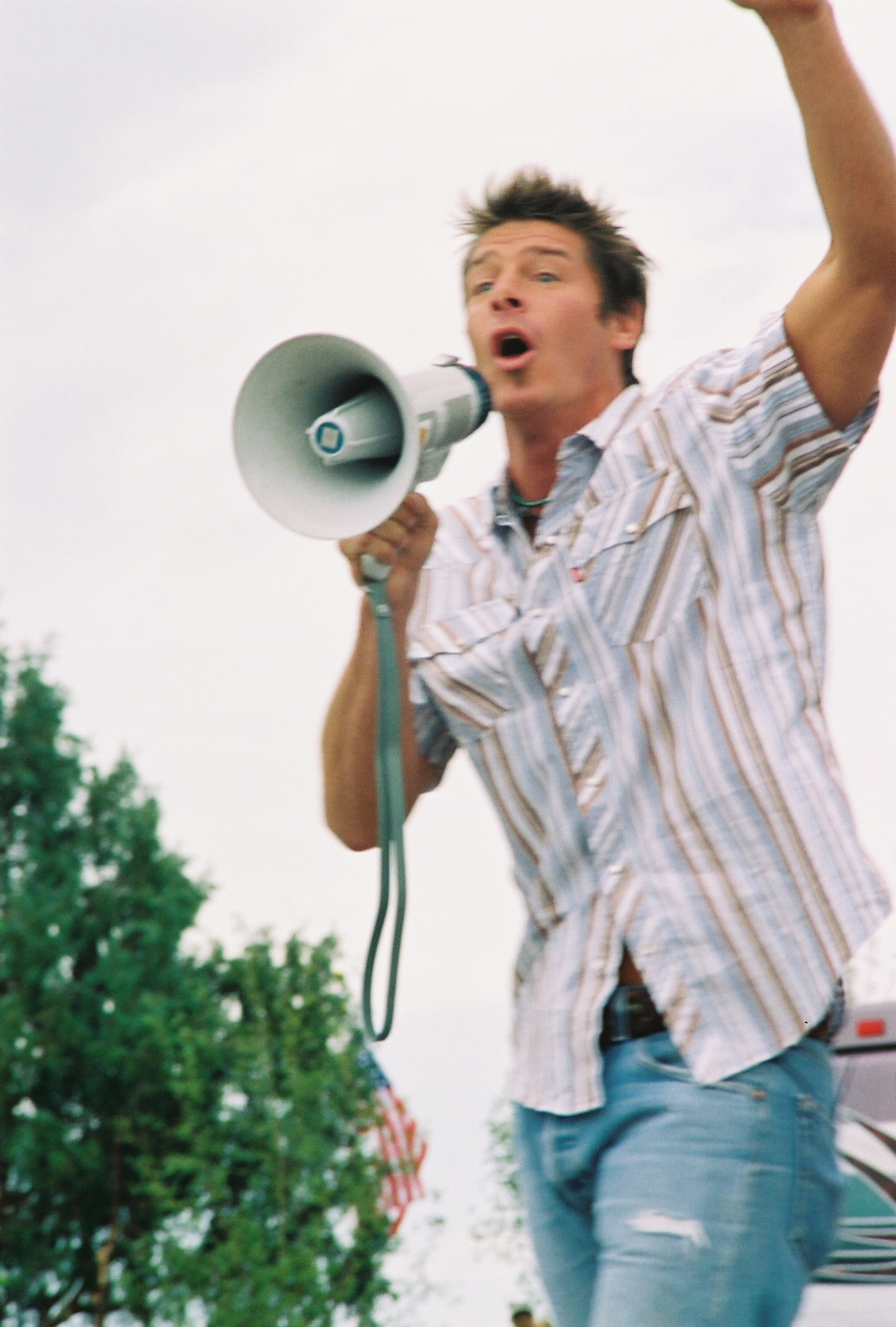
Ty Pennington.

Gary Tygert Burton Pennington, mais conhecido como Ty Pennington (Atlanta, 19 de Outubro de 1965), carpinteiro, modelo e ator, ficou conhecido depois de entrar para o programa Extreme Makeover: Home Edition.
Vencedor de 2 Emmy awards, estudou na Art Institute of Atlanta e Atlanta College of Art.

## Biografia
Ty Pennington foi considerado uma criança com dificuldades de concentração na escola. Era uma criança hiperactiva e foi-lhe diagnosticado ADHD aos 7 anos. Para o tratar, Yvonne Pennington, a sua mãe, não o medicou com Ritalin, mas implementou um sistema chamado "Token Economy" para acabar com as suas viagens diários ao gabinete do director escolar por problemas disciplinares do filho. Pennington descreve-se a si mesmo como um "faz tudo". Aprendeu carpintaria quando jovem.
Pennington desenvolveu capacidades para o desenho numa carreira na indústria do entretenimento, sendo desenhista de cenários. O seu profissionalismo pode ver-se em The Learning Channels quando reinventou o show "Trading Spaces". Ficou rapidamente famoso, pelo seu sentido de humor e estilo criativo durante 4 anos como desenhista e carpinteiro. Pennington também foi actor em 2003 quando interpretou Wilbur Wright num filme independente, The Adventures of Ociee Nash. Em 2004 apareceu na série Wild Card, e no vídeo musical "I'm Gone" da cantora country Cyndi Thompson.
Quando a ABC começou um show que apresentava as transformações de casas para famílias necessitadas em 7 dias ou menos, Pennington foi o escolhido como líder da equipa de desenho. Extreme Makeover: Home Edition (Extreme Makeover: Reconstrução Total) converteu-se num êxito e catapultou Pennington para a fama. Um dos maiores patrocinadores do programa foi a empresa Sears. Nos seis anos de show Pennington concebeu e dirigiu a construção de dezenas de casas, e em janeiro de 2005 teve até uma apendicite ao gravar um episódio de Extreme Makeover, mas não se rendeu e gravou o programa a partir do hospital. Ty passou mais de 240 dias seguidos a trabalhar e declarou-se como tendo "o melhor trabalho do mundo".